# 血腥星期日 (1972年)
血腥星期日（英语：Bloody Sunday；爱尔兰语：Domhnach na Fola）是指1972年1月30日，在北爱尔兰德里博格赛德地区发生英国伞兵向正在游行的市民开枪，造成14人死亡，13人受伤的事件。包括记者和旁观者在内的很多人证明当时遭到枪击的人都没有携带武器。
英国政府对这次事件进行了两次调查。第一次调查叫做“威傑里法庭”，开脱了英国政府和大部分英国士兵的责任，但其公正性遭到了很多人士的批评。第二次调查已於2010年年中完成，薩維爾勛爵亦於2010年6月15日公開共十冊長達五千頁的調查報告，指出死傷者當時並不構成任何威脅，被射殺的平民都是無辜的。因此英軍當時射殺平民的舉動並不合法。

## 事件过程
1972年1月30日，北爱尔兰民权协会组织了一次反对英国在北爱尔兰进行的不经审判就进行关押的收容制度的游行。目前就参加游行的人数仍存在很多争论。威傑里勳爵的报告中说有3,000到5,000人参加了游行；在当地医生雷蒙德·麦克林所著的《通向流血星期日之路》中估计有15,000人参加；游行的组织者声称有30,000人参加游行。
游行组织者计划到市政厅举行集会。作为回应，德里的皇家阿尔斯特警察总监弗兰克拉根建议，不应采取任何行动对付游行，仅通过拍照组织者，以便以后起诉。他将该建议告诉了乌尔斯特警队局长格雷厄姆·希灵顿和第8步兵旅准将帕特里克·麦克利伦，并通过他们转告了在北爱尔兰英国军队指挥官罗伯特·福特少将。最后的决定是由“上级机关”下达。经过希灵顿和福特的协商，允许游行继续，但游行范围应在博格赛德和克雷根区内，以防止骚乱损害城市中心的商业楼宇和商店。于是英国的伞兵部队开始在街道上设置路障。
游行民众在一辆货车带领着。原定通过威廉街向吉尔德霍尔行进，但是由于英国伞兵军队在小詹姆斯街和罗斯维尔街设置的路障的阻拦改向自由德里角行进。一群坚持应该继续向吉尔德霍尔前进的年轻人脱离了游行的队伍并开始辱骂英军和皇家阿尔斯特警队警员，并投掷石块。英军使用水炮、催泪弹和橡皮子弹还击。游行民众用铁制床单作为掩护，两人被英军士兵开枪打伤。
当时英军司令部接到了有一个爱尔兰共和军的狙击手在附近活动的报告。英军下令使用实弹射击。杰基·达迪在被英军驱赶的过程中被击中身亡。游行人群开始对英国军队进行更有攻击性的行为，英军则开始围捕参加游行的人群。
最终英军向人群发射了一百余发子弹，又造成十二人当场死亡，十二人受伤，另有两人被装甲运兵车撞伤。

## 死亡人员名单
以下为在事件中死亡者的名单：
| 姓名                            | 死亡时年龄 | 死亡原因 |
| ------------------------------- | ---------- | --- |
| 杰基·达迪 Jackie Duddy          | 17岁       | 胸部中弹。四名证人证明其没有携带武器并且是在逃离英军部队的时候被击中的，其中三名证人看到英军士兵向其瞄准。 |
| 帕特里克·多尔蒂 Patrick Doherty | 31岁       | 在向安全地点爬行的时候背部中弹。在帕特里克·多尔蒂中弹前几秒钟的被法国记者吉勒·佩瑞斯拍摄。在法庭中有士兵指证帕特里克·多尔蒂携带武器，但照片证明其没有携带武器。 |
| 伯纳德·麦圭根 Bernard McGuigan  | 41岁       | 在去救助帕特里克·多尔蒂的过程中后脑中弹。当时他在挥舞白手绢。 |
| 休·吉尔莫 Hugh Gilmour          | 17岁       | 在从英国军队逃开的过程中胸部中弹。有照片及证人证明其没有携带武器。 |
| 凯文·麦克尔尼 Kevin McElhinney  | 17岁       | 在向安全地点爬行的过程中后背中弹。有两个证人证明其携带有燃烧瓶。 |
| 迈克尔·凯利 Michael Kelly       | 17岁       | 在一个路障附近腹部中弹。威杰里报告中称其没有携带武器。 |
| 约翰·杨 John Young              | 17岁       | 在一个路障附近头部中弹。两名证人证明其没有携带武器。 |
| 威廉·纳什 William Nash          | 19岁       | 在一个路障旁胸部中弹。有证人说他没有携带武器并且中弹时正在救助受伤者。 |
| 迈克尔·麦克戴德 Michael McDaid  | 20岁       | 在从英国军队逃开的过程中面部中弹。弹道分析表明他是被部署在其他位置的士兵开枪击中。 |
| 詹姆斯·乌雷 James Wray          | 22岁       | 受伤后躺在地上又遭近距离枪击身亡。 |
| 杰拉德·多纳亨 Gerald Donaghy    | 17岁       | 在跑向安全地点的过程中腹部中弹。杰拉德·多纳亨被一个旁观者救进了附近的一栋房屋并得到了医生的检查。参加救护的人员搜查了他的衣兜。事后警察报告中称其衣兜中装有炸弹，但是当时搜查了他的衣兜的人以及证明其死亡的英军医疗人员都没有发现炸弹。杰拉德·多纳亨是爱尔兰共和军相关组织的成员。 |
| 杰拉德·麦金尼 Gerald McKinney   | 35岁       | 在杰拉德·多纳亨身边中弹。证人证明他看到杰拉德·多纳亨中弹后高举双手并高喊“别开枪！”，随后其胸部中弹。 |
| 威廉·麦金尼 William McKinney    | 26岁       | 在离开隐蔽地救助杰拉德·麦金尼时背部中弹。杰拉德·麦金尼和威廉·麦金尼没有亲属关系。 |
| 约翰·约翰斯顿 John Johnston     | 59岁       | 中枪四个月后因伤重死亡。 |

## 事后影响
英国军方在事件发生的第二天向英国议会作证时称军队在反击爱尔兰共和军的枪手和土制炸弹的进攻。但是包括游行参加者、当地居民、英国和爱尔兰记者在内的目击证人（英国军人除外）都证明英军在向没有武装的人群开火，向正在逃跑的人和救助伤员的人瞄准射击，但是没有人向英军射击。英军没有人员受枪伤甚至没有士兵报告任何伤害，现场也没有找到子弹或者土炸弹。愤怒的爱尔兰人攻占并烧毁了英国驻爱尔兰大使馆。爱尔兰外相专程赴纽约联合国总部要求联合国干预。但是由于英国拥有联合国安理会否决权，联合国不可能进行干预。

## 对北爱尔兰的影响
流血星期日是北爱尔兰命运的一个主要负面转折点。
当英国军队刚刚到达北爱尔兰的时候，北爱尔兰的天主教徒认为英国军队是来保护他们的中性的军队。然而在流血星期日后，很多天主教徒都开始把英国军队看作是他们的敌人。持爱尔兰民族主义信仰的年轻人向更加暴力的共和集团靠拢。新芬党和爱尔兰共和军则开始脱离主流民族主义和共和主义，倒向马克思主义。临时爱尔兰共和军则获得了很多极端化的青年的支持。
在此后的二十年内，北爱尔兰陷入了共和派和保皇派双方的准军事组织的恐怖主义战争。双方有数千人被谋杀或者暗杀。

## 社会反应
- 约翰·列侬的《Sometime in New York City》专辑中有一首纪念这起事件的《Sunday Bloody Sunday》。而《The Luck Of The Irish》则在更广泛的范围内讨论了爱尔兰问题。列农本人是爱尔兰后裔。
- U2乐队的《Sunday, Bloody Sunday》是纪念这起事件的最著名的歌曲之一。
- 保罗·麦卡特尼在流血星期日后不久发布了一首名为《Give Ireland Back To The Irish》的单曲。
- 在流血星期日发生三十周年的2002年出品了两部纪念这次事件的电影，一部为《Bloody Sunday》，另一部为《Sunday》。这两部电影中描述的事件同游行者的看法接近。

## 引述來源
1. ↑  . 英國廣播公司. 2010年6月15日  [2010-06-15]. （原始内容存档于2010-06-18）.
2. ↑  . 流血星期日調查委員會. 2010年6月15日  [2010-06-15]. （原始内容存档于2011年2月25日） （英语）.

## 外部連結
- Madden & Finucane Bloody Sunday index （页面存档备份，存于）
- CAIN Web Service Bloody Sunday index （页面存档备份，存于）
- UTV Coverage: Bloody Sunday & The Saville Report
- Guardian Coverage
- Dáil debate on Bloody Sunday
- The Widgery Report (from Cain website) （页面存档备份，存于）
- BBC Special Report （页面存档备份，存于）
- Programme of events commemorating Bloody Sunday – 2008 （页面存档备份，存于）
- 1610: Soldiers open fire （页面存档备份，存于）

The events of the day
- BBC Interactive Guide （页面存档备份，存于）
- Guardian Interactive Guide （页面存档备份，存于）
- History – Bloody Sunday – Events of the Day Museum of Free Derry

Contemporary newspaper coverage
- "13 killed as paratroops break riot" from The Guardian, Monday 31 January 1972
- "Bogsiders insist that soldiers shot first" from The Guardian, Tuesday 1 February 1972

Importance and impact
- "Shootings 'triggered decades of violence'" from The Guardian, Wednesday 16 May 2001
- Britain Acknowledges "Bloody Sunday" Killings Were Unjustified and Apologizes to Victims’ Families （页面存档备份，存于） – video report by Democracy Now!